# Lakhimpur (huyện)
Huyện Lakhimpur là một huyện thuộc bang Assam, Ấn Độ. Thủ phủ huyện Lakhimpur đóng ở Lakhimpur. Huyện Lakhimpur có diện tích 2277 ki lô mét vuông. Đến thời điểm năm 2001, huyện Lakhimpur có dân số 889325 người.